# Julius von Rohr
Julius Philipp Benjamin von Rohr (1737 – 1793) foi um médico, botânico, ilustrador e colector de origem prussiana, que ao serviço do governo da Dinamarca colectou plantas na América do Sul e nas Caraíbas, que em muitos casos foram os primeiros espécimes dessas espécies a chegar à Europa. Colectou flores masculinas de Myristica fragrans na ilha de Cayenne por volta de 1784.